# Furina

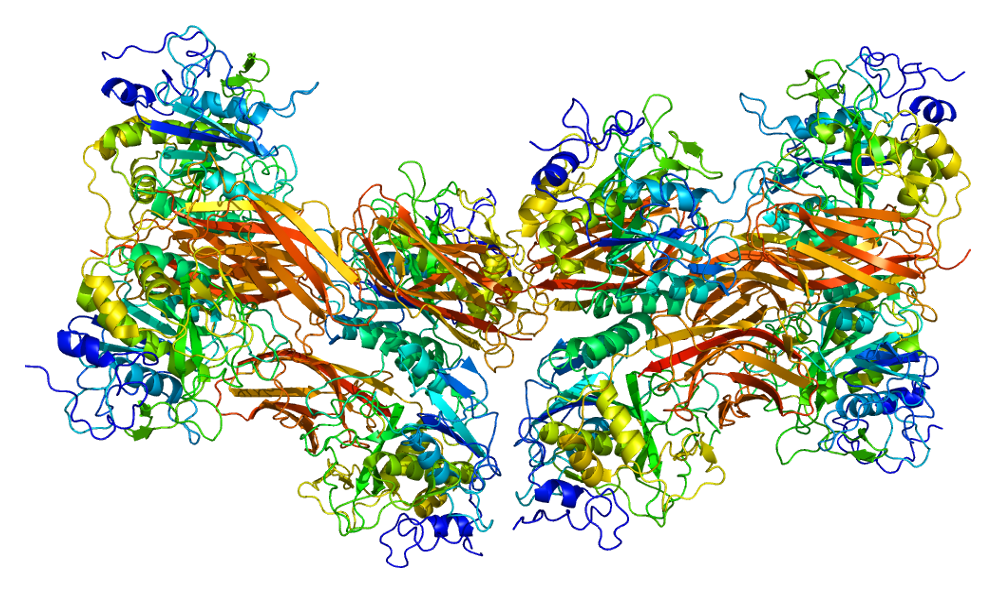
A enzima furina.

Furina é uma protease, uma enzima proteolítica que em humanos e outros animais é codificada pelo gene FURIN. Algumas proteínas são inativas quando são sintetizadas pela primeira vez e devem ter seções removidas para se tornarem ativas. A Furina cliva essas seções e ativa as proteínas. Foi chamada de furina porque estava na região a montante de um oncogene conhecido como FES. O gene era conhecido como FUR (FES Upstream Region) e, portanto, a proteína foi denominada furina. A furina também é conhecida como PACE (Paired basic Amino acid Cleaving Enzyme). Membro da família S8, a furina é uma peptidase semelhante à subtilisina.

## Função
A proteína codificada por este gene é uma enzima que pertence à família da pró-proteína convertase semelhante à subtilisina. Os membros desta família são pró-proteínas convertases que processam proteínas precursoras latentes em seus produtos biologicamente ativos. Esta proteína codificada é uma serina endoprotease dependente de cálcio que pode clivar eficientemente proteínas precursoras nos seus locais de processamento de aminoácidos básicos emparelhados. Alguns de seus substratos são: pró-hormônio da paratireóide, precursor do fator de crescimento transformador beta 1, pró-albumina, pró-beta-secretase, metaloproteinase de matriz tipo 1 de membrana, subunidade beta do fator de crescimento pró-nervo e fator de von Willebrand. Uma pró-proteína convertase semelhante à furina foi implicada no processamento de RGMc (também chamado de hemojuvelina), um gene envolvido em um distúrbio grave de sobrecarga de ferro chamado hemocromatose juvenil. Ambos os grupos Ganz e Rotwein demonstraram que as proproteínas convertases semelhantes à furina são responsáveis pela conversão de 50 kDa HJV em uma proteína de 40 kDa com um terminal COOH truncado, em um sítio RNRR polibásico conservado. Isto sugere um mecanismo potencial para gerar as formas solúveis de HJV/hemojuvelina (s-hemojuvelina) encontradas no sangue de roedores e humanos.

## Significado clínico
A furina é uma das proteases responsáveis pela clivagem proteolítica do precursor da poliproteína do envelope do HIV gp160 em gp120 e gp41 antes da montagem viral. Acredita-se também que esta protease desempenhe um papel na progressão do tumor. O uso de locais alternativos de poliadenilação foi encontrado para o gene FURIN. 
Além de processar proteínas precursoras celulares, a furina também é utilizada por vários patógenos. Por exemplo, as proteínas do envelope de vírus como HIV, influenza, dengue, vários filovírus, incluindo o vírus ebola e marburg, e a proteína spike do SARS-CoV-2, devem ser clivadas pela furina ou proteases semelhantes à furina para se tornarem totalmente funcionais. Quando o vírus SARS-CoV-2 está sendo sintetizado em uma célula infectada, a furina ou proteases semelhantes à furina clivam a proteína spike em duas porções (S1 e S2), que permanecem associadas.